# Bessy (Aube)
Bessy ist eine französische Gemeinde mit 114 Einwohnern (Stand: 1. Januar 2022) im Département Aube in der Region Grand Est. Sie liegt im Kanton Creney-près-Troyes und im Arrondissement Nogent-sur-Seine. 
Zwischen Neujahr 1973 und Silvester 1989 war die Gemeinde Bessy Teil der fusionierten Gemeinde Rhèges-Bessy.

## Geographie

### Nachbargemeinden
Bessy ist umgeben von folgenden Nachbargemeinden:
| Plancy-l’Abbaye |                                             | Viâpres-le-Petit  |
| Rhèges          | Kompassrose, die auf Nachbargemeinden zeigt | Pouan-les-Vallées |
|                 | Prémierfait                                 |                   |

## Bevölkerungsentwicklung
| Einwohner                 | 123 | 114 | 115 | 105 | 122 | 131 | 131 | 128 | 130 | 139 |
| Quellen:Cassini und INSEE |     |     |     |     |     |     |     |     |     |     |